# 當男人愛上女人
《當男人愛上女人Vol.1》（韓語：《남자가 여자를 사랑할 때 Vol. 1》）是韓國男歌手李昇基首張翻唱專輯，於2006年9月12日由Hook Entertainment製作、Vitamin Entertainment發行，以《千萬》（《제발》）、《既愛又恨》（《원하고 원망하죠》）及《只要再一次》（《한번만 더》）作主打歌曲。
首波主打《千萬》在專輯推出後曾獲得M! Countdown和SBS人氣歌謠的冠軍位置。

## 曲目
| 曲序     | 曲目                          |            | 作曲       | 编曲              | 原唱人     | 备注                             | 时长  |
| -------- | ----------------------------- | ---------- | ---------- | ----------------- | ---------- | -------------------------------- | ----- |
| 1.       | 千萬（）                      | 李素羅（이소라） | 金賢哲（） | 金步民（김보민） 金賢哲 | 李素羅     | 第一主打                         | 4:30  |
| 2.       | 既愛又恨（）                  | 尹思羅（윤사라） | 申在弘（） | 申光（）          | As One（） | 第二主打                         | 4:07  |
| 3.       | 我內心的他（）                | 李熙承（이희승） | 崔泰完（） | 崔泰完            | 徐英恩（） |                                  | 4:30  |
| 4.       | 不是相愛過嗎（）              | 李世真（이세진） | 金世振（） | 李玹承（이현승）        | LYn（린）    |                                  | 4:13  |
| 5.       | 只要再一次（）                | 全相真（전상진） | 金城浩（） | 黃盛在（）        | 朴性信（） | 第三主打                         | 4:02  |
| 6.       | Addio（）                     | 林保慶（임보경） | 李相浩（） | 李相浩            | Yangpa（양파） |                                  | 4:06  |
| 7.       | 告白（）                      | 朴京鎮（박경진） | 李賢廷（） | 李念（）          | 張娜拉（장나라） |                                  | 4:40  |
| 8.       | 眼淚（）                      | 金在媛     | 金在媛（） | 韓遠鍾 李津美（이진미） | Riaa（）   |                                  | 4:04  |
| 9.       | 只屬於我的（）                | 金諄坤（김순곤） | 孫戊賢（） | 表建洙（표건수）        | 金緩宣（김완선） | 國語版本為金緩宣《在你背後的我》 | 3:59  |
| 10.      | 遇見（）                      | 金鎮滿（） | 任奇勳（임기훈） | 柳妥（） 徐起（서기） | 高耀太（코요태） | 蔡妍（）合唱                     | 3:40  |
| 11.      | 既愛又恨（Acoustic ver.）（） | 尹思羅     | 申在弘     |                   |            |                                  | 4:04  |
| 总时长： | 总时长：                      | 总时长：   | 总时长：   | 总时长：          | 总时长：   | 总时长：                         | 45:58 |

## 外部連結
- 李昇基官方網站